# Oya’oya jezik
Oya’oya jezik (ISO 639-3: oyy; daiomuni, kuiaro, loani, simagahi), austronezijski jezik kojim govori 370 ljudi (1990 popis) u papua-novogvinejskoj provinciji Milne Bay (distrikt Samarai-Murua). Pripada užoj skupini papun tip, u suaujsku podskupinu, a leksički mu je najbliži wagawaga [wgw] (danas povučen), 61%.
Na svom području nemaju škola, nego djeca čamcima putuje u škole po obližnim otocima.

## Vanjske poveznice
- Ethnologue (14th)
- Ethnologue (15th)